# Tension II
Tension II е седемнадесетият студиен албум на австралийската певица Кайли Миноуг. Той е издаден на 18 октомври 2024 г. от BMG и е продължение на албума на певицата от 2023 г. Tension.

## Списък с песните

### Оригинален траклист
1. Lights Camera Action – 2:42
2. Taboo – 2:48
3. Someone for Me – 2:34
4. Good as Gone – 3:09
5. Kiss Bang Bang – 2:27
6. Diamonds – 2:42
7. Hello – 2:44
8. Dance to the Music – 2:31
9. Shoulda Left Ya – 2:20
10. Edge of Saturday Night (с the Blessed Madonna) – 3:26
11. My Oh My (с Биби Рекса и Туве Ло) – 3:01
12. Midnight Ride (с Орвил Пек и Дипло) – 3:31
13. Dance Alone (със Сия) – 2:52

### Разширено издание
1. Lights Camera Action (разширен mix) – 3:55
2. Taboo (разширен mix) – 4:10
3. Someone for Me (разширен mix) – 4:09
4. Good as Gone (разширен mix) – 4:10
5. Kiss Bang Bang (разширен mix) – 4:02
6. Diamonds (разширен mix) – 3:57
7. Hello (разширен mix) – 3:53
8. Dance to the Music (разширен mix) – 4:03
9. Shoulda Left Ya (разширен mix) – 4:21
10. Edge of Saturday Night (разширен mix) (с the Blessed Madonna)	– 4:08
11. My Oh My (разширен mix) (с Биби Рекса и Туве Ло) – 4:03
12. Midnight Ride (разширен mix) (с Орвил Пек и Дипло) – 4:28
13. Dance Alone (разширен mix) (със Сия) – 4:05